# Большая Конюшенная улица (Санкт-Петербург)

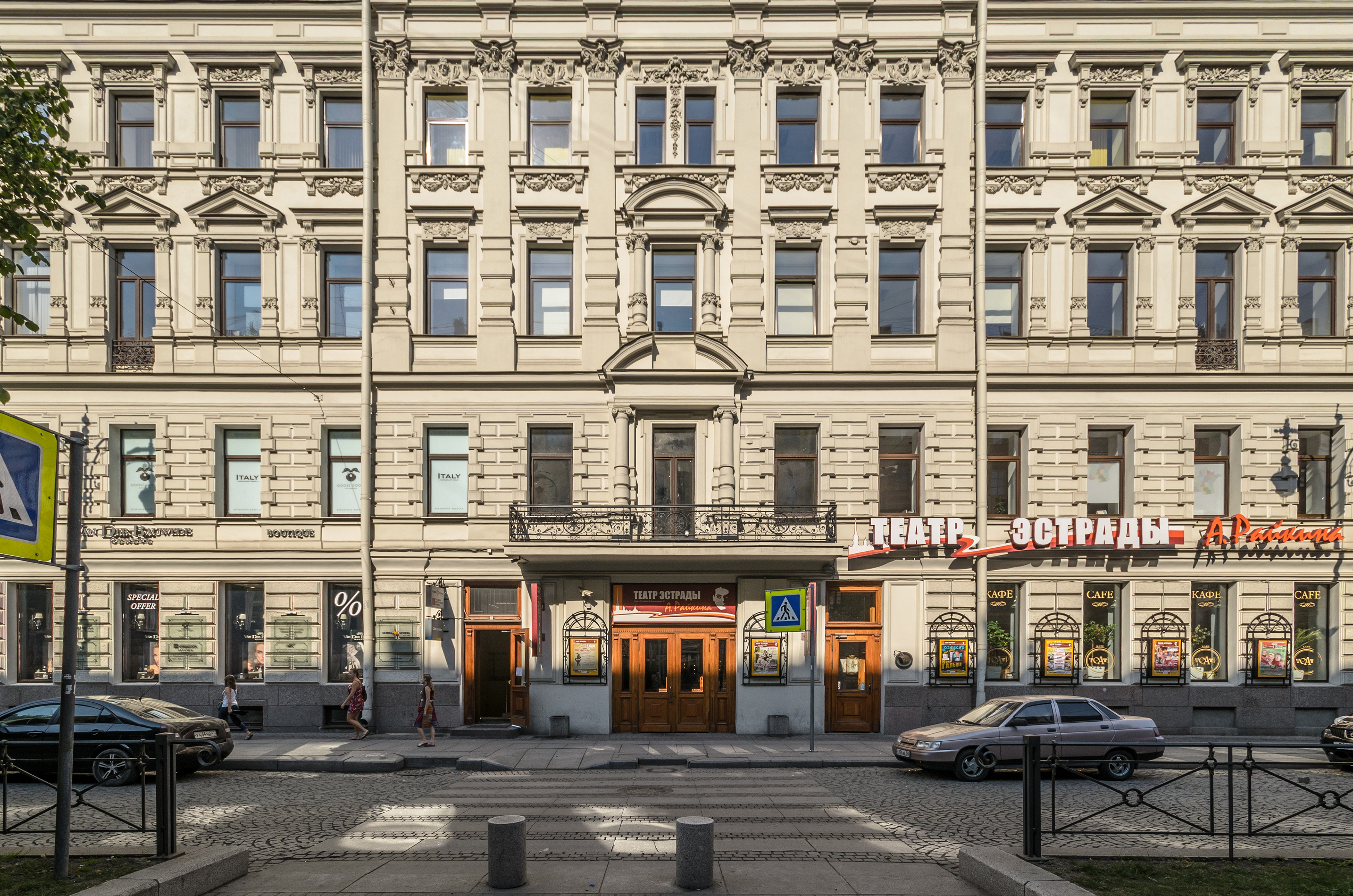
Театр Эстрады имени Аркадия Райкина

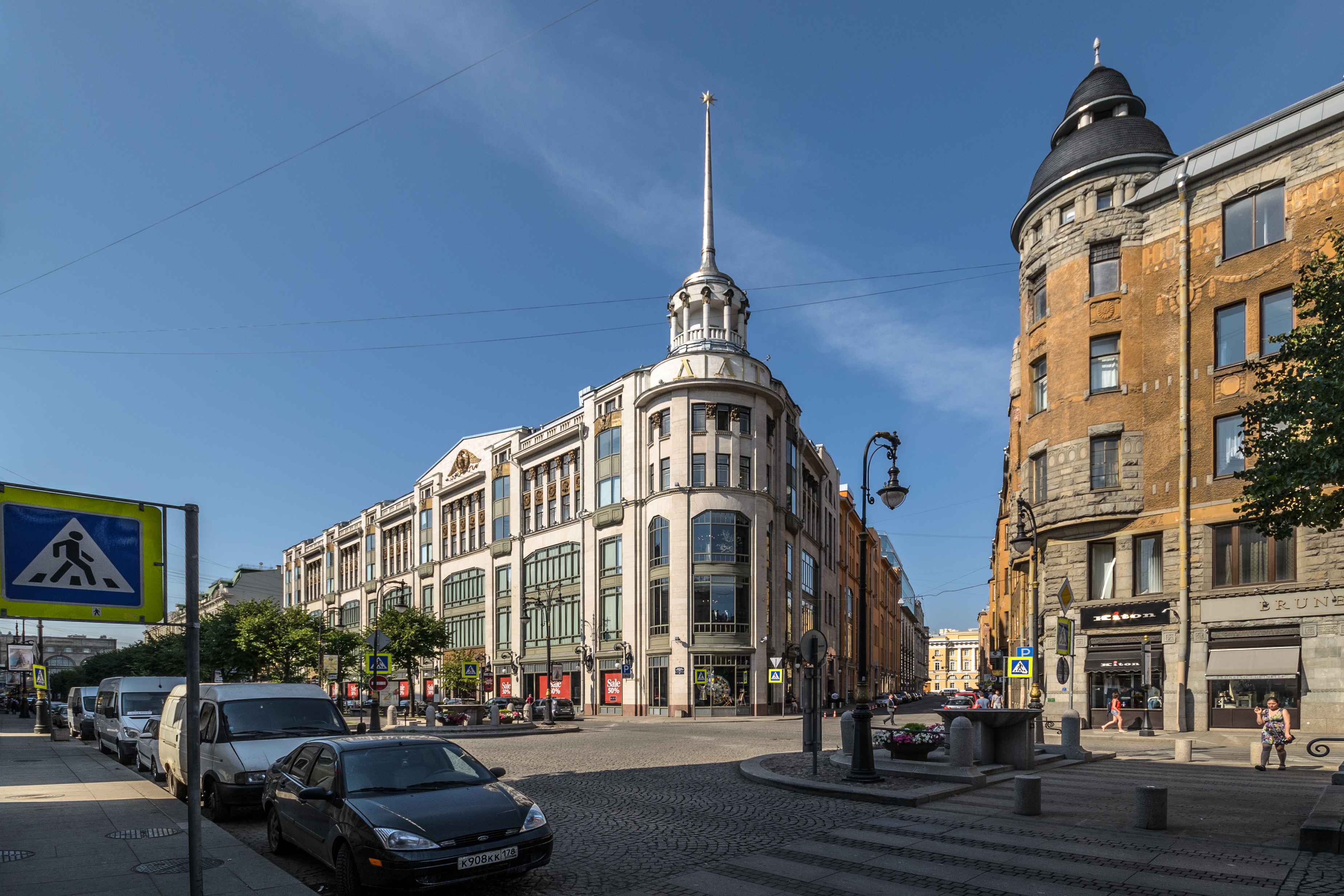
Дом Ленинградской торговли

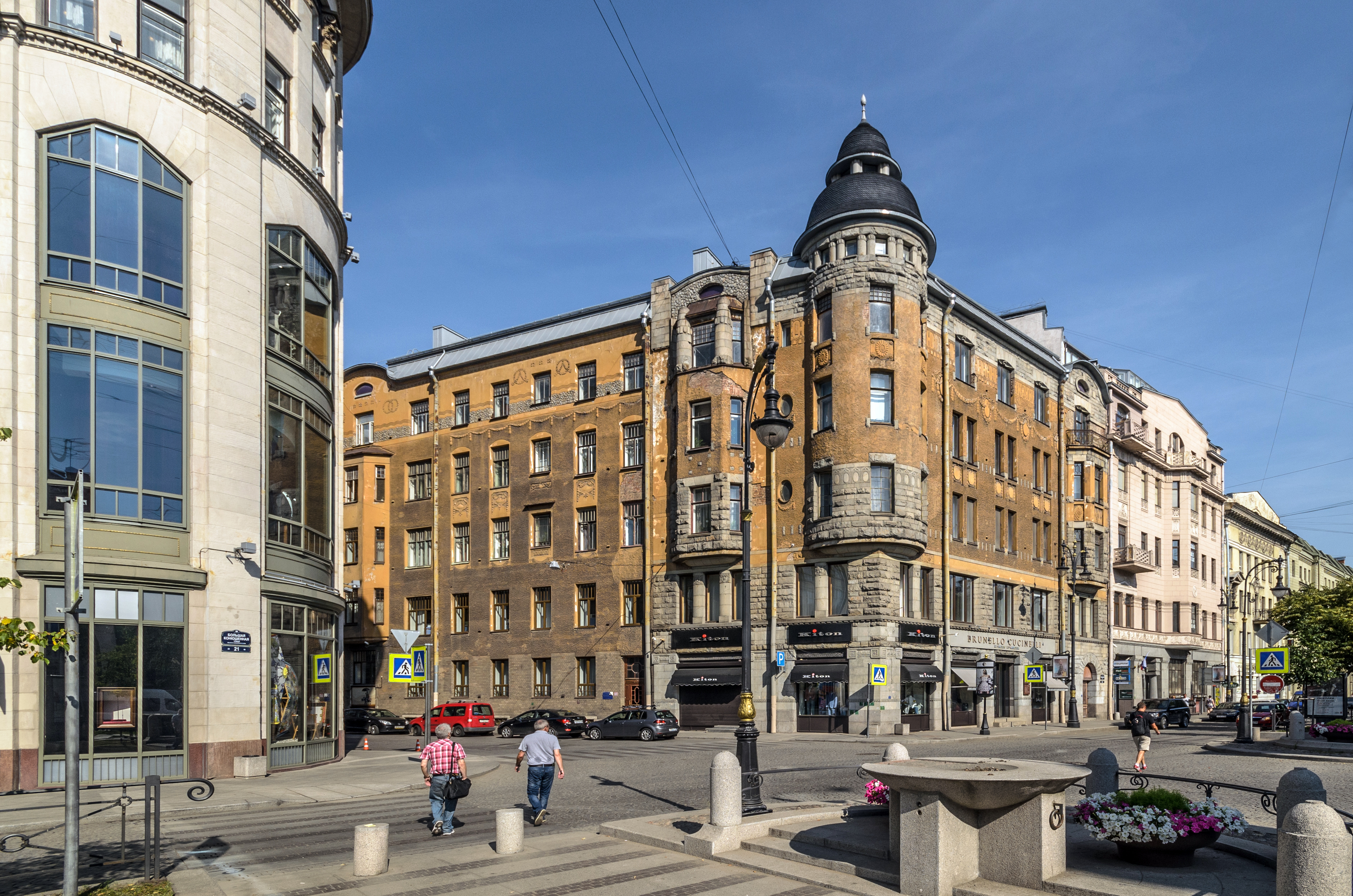
Доходный дом Мельцера

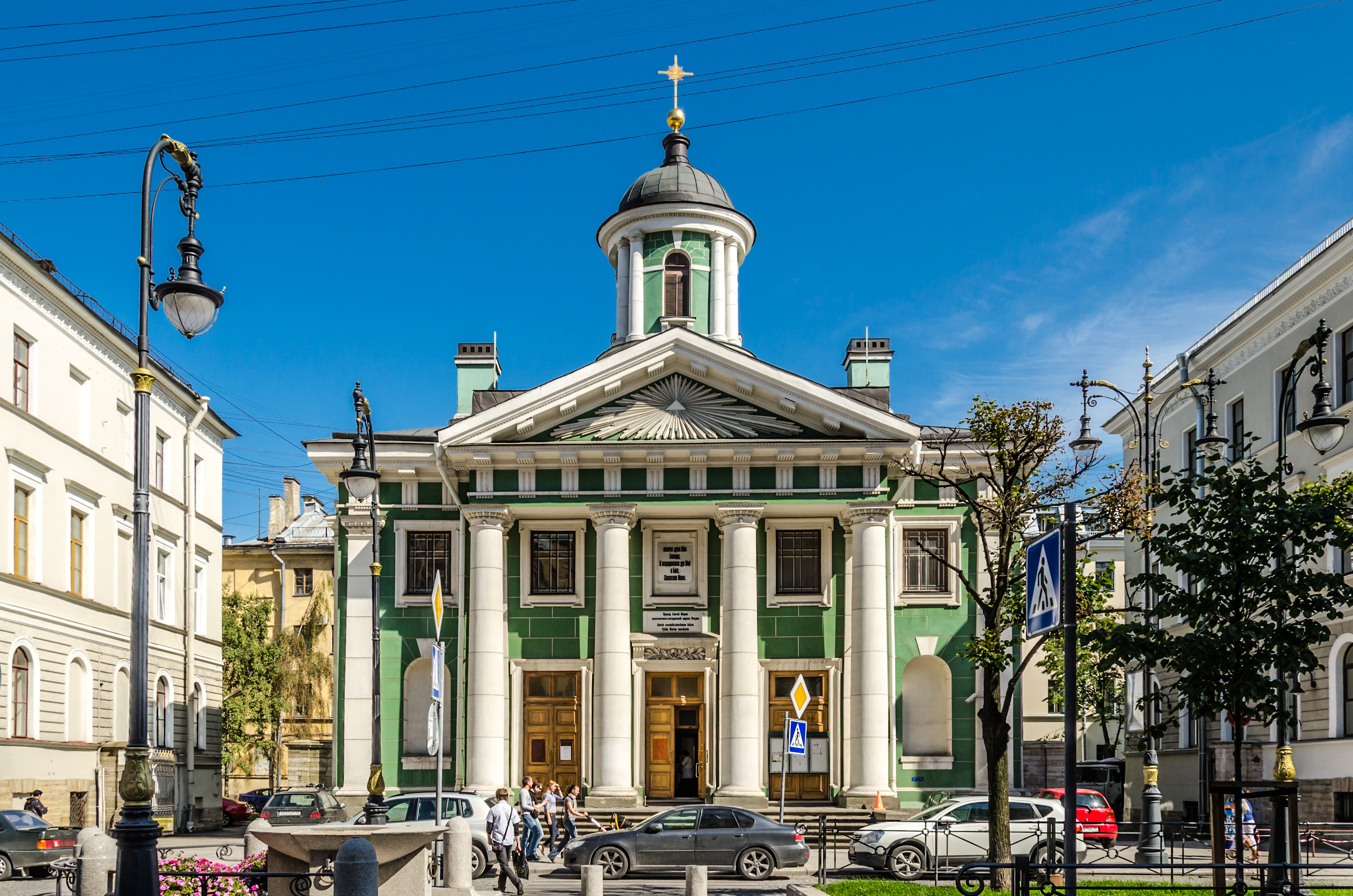
Лютеранская церковь святой Марии

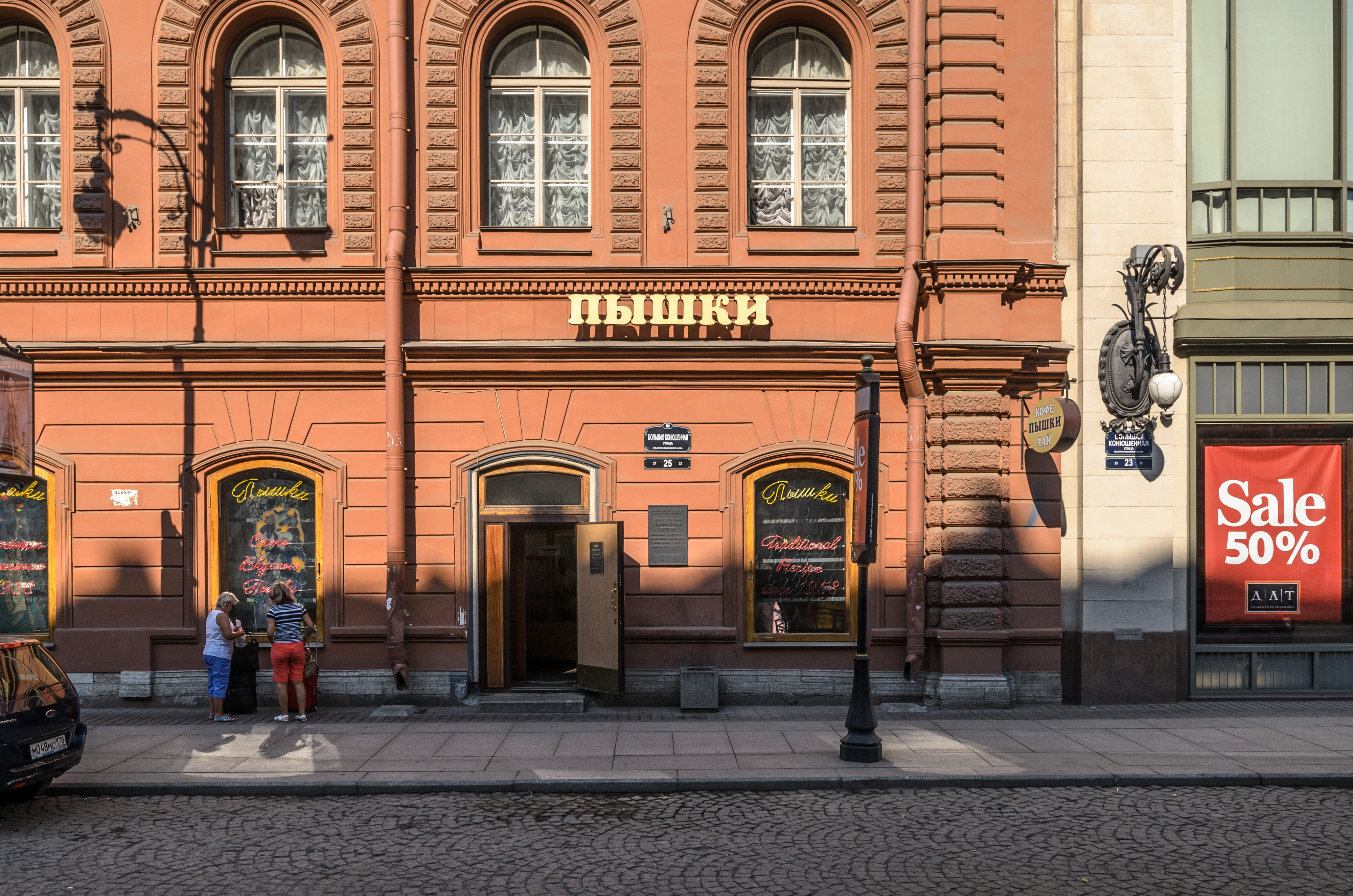
Пышечная «Желябова-25»

Больша́я Коню́шенная у́лица — улица в Центральном районе Санкт-Петербурга. 
Большая Конюшенная проходит от Конюшенной площади до Невского проспекта. Нынешнее название появилось 20 августа 1739 года. В октябре 1918 года улицу переименовали в честь революционера-народника А. И. Желябова. В рамках десоветизации 4 октября 1991 года улице вернули прежнее название.

## История
Считается, что улица появилась на карте городе в 1730-е годы в результате работы Комиссии о Санкт-Петербургском строении, созданной императрицей Анной Иоанновной. Согласно разработанному плану, улица должна была располагаться параллельно реке Мойке и соединять Невский проспект и Конюшенную площадь, тогда бывшую ещё лугом. Вероятно, что дорога, перпендикулярная Невскому проспекту, существовала на этом месте и раньше. Своё имя улица получила после постройки Конюшенного двора — здания императорских конюшен на Конюшенной площади.
На первых порах Большая Конюшенная улица была тесно застроена невысокими деревянными домами, в которых находились различные лавки и ремесленные мастерские. Улица, как и близлежащие кварталы, были заселены приехавшим в Россию европейцами: немцами, шведами, голландцами, финнами. В дальнейшем Комиссия о Санкт-Петербургском строении рассудила, что плотная деревянная застройка улицы может стать причиной сильного пожара. Было решено заменить деревянные дома одно- или двухэтажными каменными зданиями. В конце царствования императрицы Елизаветы Петровны строить на Большой Конюшенной и набережной реки Мойки деревянные дома было окончательно запрещено, чтобы деревянные строения не портили парадного вида центральной части города.

## Достопримечательности
- № 7 (набережная Мойки, 16) — особняк и дом Жадимировских (Н. Е. Демидовой), кон. XVIII в., 1823 г. (арх. И. Г. Гомзин), 1849 г. (арх. Е. И. Диммерт).  781821314810005
- № 8, литера А — Финская церковь Святой Марии работы архитектора Готлиба-Христиана Паульсена (1805).
- Во дворе на углу Большой Конюшенной (4) и Шведского переулка (1) в 1888 году по проекту Ф. Б. Нагеля был построен «Зал под сводами» в доме Финской церкви.
- № 9 — особняк Т. Э. Сильванской (В. А. Слепцова) первой трети XIX в, перестроен в 1902 г. арх-ра Л. Л. Фуфаевского[2].  781811314910005
- Большая Конюшенная улица, 11 — жилой дом капеллы и цепочка дворов, ведущая к Певческой капелле и образующая пешеходную зону «Дворы Капеллы».
- № 12, в 1910-х годах, в доме находился Отдел о военнопленных при Петроградском Областном Комитете Всероссийского Союза Городов[3].
- Большая Конюшенная улица, 14 — Набережная канала Грибоедова, 19 — доходный дом. Перестройка 1875—1876 годов осуществлялась по проекту А. В. Иванова.
- № 15 — дом И. В. Кошанского (А. М. Сомова). Построен в 1838—1839 гг. арх-ми И. М. Маевским и К. И. Реймерсом. В 1912-м фасад изменён под руководством арх-ра С. Е. Зарина. В этом здании с 1927 г. по 1940 г. жил и работал Ной Троцкий.  781710992790005
- № 17 — дом Корсаковых (Я. Ф. Сахара), построен в 1841 г. по проекту арх-ра Гаральда Боссе, перестроен в 1910 г. арх-м М. А. Сонгайло.  7831151000
- № 19а (Волынский пер., 8) — доходный дом Н. А. Мельцера. Построен в 1904—1905 годах по проекту Фёдора Лидваля[4]. С 1929 по 1939 год в этом доме жил художник Аркадий Рылов[5].
- № 21—23, правая часть (Волынский пер., 3) — торговый дом Гвардейского экономического общества — в советское время — универмаг «Дом Ленинградской Торговли» (ДЛТ). Здание построено в 1908—1909 годах архитектором Э. Ф. Виррихом при участии Н. В. Васильева, Б. Я. Боткина, С. С. Кричинского по проекту Э. Ф. Вирриха и И. В. Падлевского.  7831150000
- № 25 — Знаменитая пышечная «Желябова 25». Внесена в Красную книгу памятных мест Петербурга, запрещена смена профиля. За последние 50 лет в пышечной не изменился ни ассортимент, ни рецепты приготовления основных двух продуктов: кофе и пышек. 
Пышечная находится в бывшем доме Французской реформатской церкви св. Павла, где также размещается Городской шахматный клуб имени М. И. Чигорина[6].
- № 27 — бывшие доходные дома П. П. фон Дервиза (великих князей Бориса и Кирилла Владимировичей). В современности здания занимает Театр Эстрады им. А. И. Райкина.  781620563190005

## Скульптура

Пегас Василия Аземши

18 октября 2011 года на улице установлены три скульптуры работы скульптора Василия Николаевича Аземши.

## Известные люди, жившие на Большой Конюшенной улице
На Большой Конюшенной в разное время жили: писатель И. С. Тургенев (д. 13 в 1850—1860-х гг.), композитор Н. А. Римский-Корсаков (д. 11 в 1889-93), художник А. А. Рылов (д. 19), архитектор Н. А. Троицкий (д. 15), народный артист СССР В. И. Честноков (1944—1968, д. 1), врач-хирург Елена Фёдоровна Керенская (1877—1938), сестра Александра Керенского (д. 5, кв. 64).

## В культуре
- Под старым названием упоминается в песне «На Желябова, 13» группы «Телевизор» (альбом «Дым-туман»)

## Пересекается и граничит
- Невский проспект
- Волынский переулок
- Шведский переулок
- Конюшенная площадь